# بطولة الأمير فيصل بن فهد للأندية العربية 2003
بطولة الأمير فيصل بن فهد للأندية العربية 2003، المعروفة كذلك باسم بطولة الأندية العربية الموحدة الثانية 2003 هي النسخة التاسعة عشر من البطولة العربية للأندية والنسخة الثانية تحت اسم بطولة الأمير فيصل بن فهد للأندية العربية. بدأت البطولة في 6 يوليو واختتمت في 20 يوليو 2003 وقد أقيمت في ستاد القاهرة الدولي في القاهرة بمصر حيث فاز نادي الزمالك بالبطولة للمرة الأولى في تاريخه.

## دور المجموعات
تم تقسيم الفرق العشرة إلى مجموعتين تتكون كل من خمسة فرق. لعبت كل مجموعة على أساس دوري من قسم واحد. صاحبي المركزين الأول والثاني يتأهلان إلى الدور النصف النهائي.

### المجموعة 1
| الفريق  | لعب | فاز | تعادل | خسر | له | عليه | الفارق | النقاط |
| ------- | --- | --- | ----- | --- | -- | ---- | ------ | ------ |
| الاتفاق | 4   | 3   | 1     | 0   | 10 | 4    | +6     | 10     |
| الرجاء  | 4   | 2   | 1     | 1   | 6  | 6    | 0      | 7      |
| إنبي    | 4   | 1   | 1     | 2   | 4  | 5    | -1     | 4      |
| الرفاع  | 4   | 1   | 1     | 2   | 4  | 6    | -2     | 4      |
| الفيصلي | 4   | 0   | 2     | 2   | 5  | 8    | -3     | 2      |

| إنبي | 0-1 | الرفاع          |
| ---- | --- | --------------- |
|      |     | حمد الخزامي 54' |

| الاتفاق                                                              | 4-4 | الفيصلي                                            |
| -------------------------------------------------------------------- | --- | -------------------------------------------------- |
| خوسيه سواريز 33' · إبراهيم المغنم 48' · أديلسون 54'، 85' (ضربة جزاء) |     | حسونة الشيخ (79) · هيثم الشبول 12' · مؤيد سليم 59' |

| الرفاع | 0-0 | الفيصلي |
| ------ | --- | ------- |
|        |     |         |

| إنبي         | 1-1 | الرجاء        |
| ------------ | --- | ------------- |
| عمرو زكي 13' |     | يوسف كوني 77' |

| الفيصلي              | 0-1 | الرجاء |
| -------------------- | --- | ------ |
| نور الدين هرواتش 42' |     |        |

| الاتفاق                        | 0-2 | الرفاع |
| ------------------------------ | --- | ------ |
| صالح بشير 2' · يسري الباشا 82' |     |        |

| الاتفاق                         | 0-2 | الرجاء |
| ------------------------------- | --- | ------ |
| أوريل جونيور 4' · صالح بشير 17' |     |        |

| إنبي                                         | 1-3 | الفيصلي         |
| -------------------------------------------- | --- | --------------- |
| أسامة حسن 20' · عمرو زكي 28' · محمد ثابت 45' |     | هيثم الشبول 19' |

| الرفاع                                        | 4-3 | الرجاء                                                      |
| --------------------------------------------- | --- | ----------------------------------------------------------- |
| حسين بابا 4' · سلمان عيسى 42' · طلال يوسف 70' |     | مصطفى بيضوضان 9' · هشام بوشروان 45'، 69' · هشام بوشروان 83' |

| إنبي | 2-0 | الاتفاق                        |
| ---- | --- | ------------------------------ |
|      |     | يسري الباشا 6' · صالح بشير 44' |

### المجموعة 2
| الفريق        | لعب | فاز | تعادل | خسر | له | عليه | الفارق | النقاط |
| ------------- | --- | --- | ----- | --- | -- | ---- | ------ | ------ |
| الكويت        | 4   | 2   | 2     | 0   | 9  | 5    | +4     | 8      |
| الزمالك       | 4   | 2   | 1     | 1   | 5  | 5    | 0      | 7      |
| اتحاد الجزائر | 4   | 1   | 3     | 0   | 7  | 4    | +3     | 6      |
| الجيش         | 4   | 1   | 0     | 3   | 6  | 10   | -4     | 3      |
| الشرطة        | 4   | 0   | 2     | 2   | 6  | 9    | -3     | 2      |

| الزمالك        | 0-1 | الجيش |
| -------------- | --- | ----- |
| طارق السيد 71' |     |       |

| الشرطة                               | 2-2 | الكويت                     |
| ------------------------------------ | --- | -------------------------- |
| مازن عبد الستار 18' · أحمد مناجد 60' |     | سوماليا (13) · سابينهو 87' |

| الجيش                                     | 2-4 | الشرطة                        |
| ----------------------------------------- | --- | ----------------------------- |
| أحمد العمير 32'، 71'، 75' · زياد شعبو 90' |     | أحمد مناجد 3' · عباس رحيم 26' |

| الزمالك                    | 1-1 | نادي الزمالك  |
| -------------------------- | --- | ------------- |
| طارق السيد 42' (ضربة جزاء) |     | حسين عشيو 15' |

| الشرطة        | 1-1 | اتحاد الجزائر  |
| ------------- | --- | -------------- |
| عادل قاسم 82' |     | بلال دزيري 51' |

| الجيش         | 3-1 | الكويت                         |
| ------------- | --- | ------------------------------ |
| زياد شعبو 74' |     | سوماليا 18'، 54' · سابينهو 68' |

| اتحاد الجزائر | 1-1 | الكويت                    |
| ------------- | --- | ------------------------- |
| حسين عشيو 56' |     | عادل عقلة 53' (ضربة جزاء) |

| الزمالك                      | 1-2 | الشرطة        |
| ---------------------------- | --- | ------------- |
| حسام حسن 76' · سامح يوسف 78' |     | عمار حسين 86' |

| اتحاد الجزائر                                                    | 1-4 | الجيش         |
| ---------------------------------------------------------------- | --- | ------------- |
| منصف ويشاوي 34' (ضربة جزاء) · عمار عمور 40' · رفيق دغيش 84'، 90' |     | طارق جبان 60' |

| الزمالك       | 3-1 | الكويت                                                      |
| ------------- | --- | ----------------------------------------------------------- |
| سامح يوسف 45' |     | عادل عقلة 6' (ضربة جزاء)، ؟' (ضربة جزاء) · جراح العتيقي 47' |

## الدور النصف النهائي
| الاتفاق            | 3-1 (ب.و.إ.) | الزمالك                                   |
| ------------------ | ------------ | ----------------------------------------- |
| جونيور ماسامبي 45' |              | سامح يوسف 77' · عبد الحليم علي 105'، 114' |

| الكويت                                                           | 0-3 | الرجاء |
| ---------------------------------------------------------------- | --- | ------ |
| يعقوب الطاهر 28' · فابيانو كابرال ؟' · سوماليا 90+2' (ضربة جزاء) |     |        |

## المباراة النهائية
| الزمالك                         | 1-2 | الكويت       |
| ------------------------------- | --- | ------------ |
| أحمد صالح 23' · محمود محمود 58' |     | أوليفيرا 88' |

## لائحة الهدافين
| الترتيب | اللاعب        | النادي  | الأهداف |
| ------- | ------------- | ------- | ------- |
| 1       | سوماليا       | الكويت  | 4       |
| 2       | سامح يوسف     | الزمالك | 3       |
| 2       | أحمد العمير   | الجيش   | 3       |
| 2       | عادل عقلة     | الكويت  | 3       |
| 2       | أوليفيرا      | الكويت  | 3       |
| 2       | هشام أبوشروان | الرجاء  | 3       |
| 2       | صالح بشير     | الاتفاق | 3       |

## الجوائز المالية
| المرحلة           | المركز النهائي | قيمة الجائزة (دولار أمريكي) |
| ----------------- | -------------- | --------------------------- |
| المباراة النهائية | المركز الأول   | 50 ألف                      |
| المباراة النهائية | المركز الثاني  | 30 ألف                      |
| النصف النهائي     | الخاسران       | 20 ألف                      |